# Mp3PRO
mp3PRO é um algoritmo (ou codec) de compressão de áudio que combina o formato de áudio MP3 com métodos de compressão de replicação de banda espectral. Ambos foram desenvolvidos numa parceria entre o Instituto Fraunhofer e o Thomson Multimidia, respectivamente da Alemanha e França.
A idéia é implementar uma camada adicional de compactação, que permite diminuir em até 50% o tamanho dos arquivos gerados, mas mantendo compatibilidade parcial com o algoritmo antigo.
Basicamente, o novo formato permite gerar arquivos com bit-rate de 64 Kbps com uma qualidade semelhante à dos arquivos de 128 Kbps compactados com o codec antigo ou gerar arquivos de 128 Kbps com qualidade semelhante à dos arquivos de 256 Kbps.
A "compatibilidade parcial" significa que os arquivos compactados usando o novo codec podem ser ouvidos num programa compatível com o algoritmo antigo, mas neste caso como não existe suporte à camada adicional de compressão, a qualidade do áudio é menor. Um arquivo MP3 Pro de 64 Kbps terá qualidade de CD ao ser tocado num programa compatível com o novo formato, mas terá qualidade de rádio FM caso seja ouvido num programa antigo.